# Mato Grosso do Sul
Mato Grosso do Sul (AFI [ˈmatu ˈgɾosu du ˈsuw], numele însemnând „hățiș des al sudului”) este una dintre cele 27 de unități federative ale Braziliei. Capitala este orașul Campo Grande. Se învecinează cu unitățile federative Mato Grosso și Goiás la nord, Minas Gerais, São Paulo și Paraná la est, cu statele  Paraguay la sud și Bolivia la vest. În 2008, unitatea federativă avea o populație de 2.336.058 de locuitori și suprafață de 358.124,96 km², fiind împărțit în 4 mezoregiuni, 11 macroregiuni și 78 de municipii.